# Henry From
Henry From   (Aarhus, 1 de juny de 1926 - Aarhus, 31 d'agost de 1990) fou un futbolista danès de la dècada de 1950.
Fou 31 cops internacional amb la selecció de Dinamarca.
Pel que fa a clubs, defensà els colors de AGF